# Van Erp

Familiewapen van Van Erp

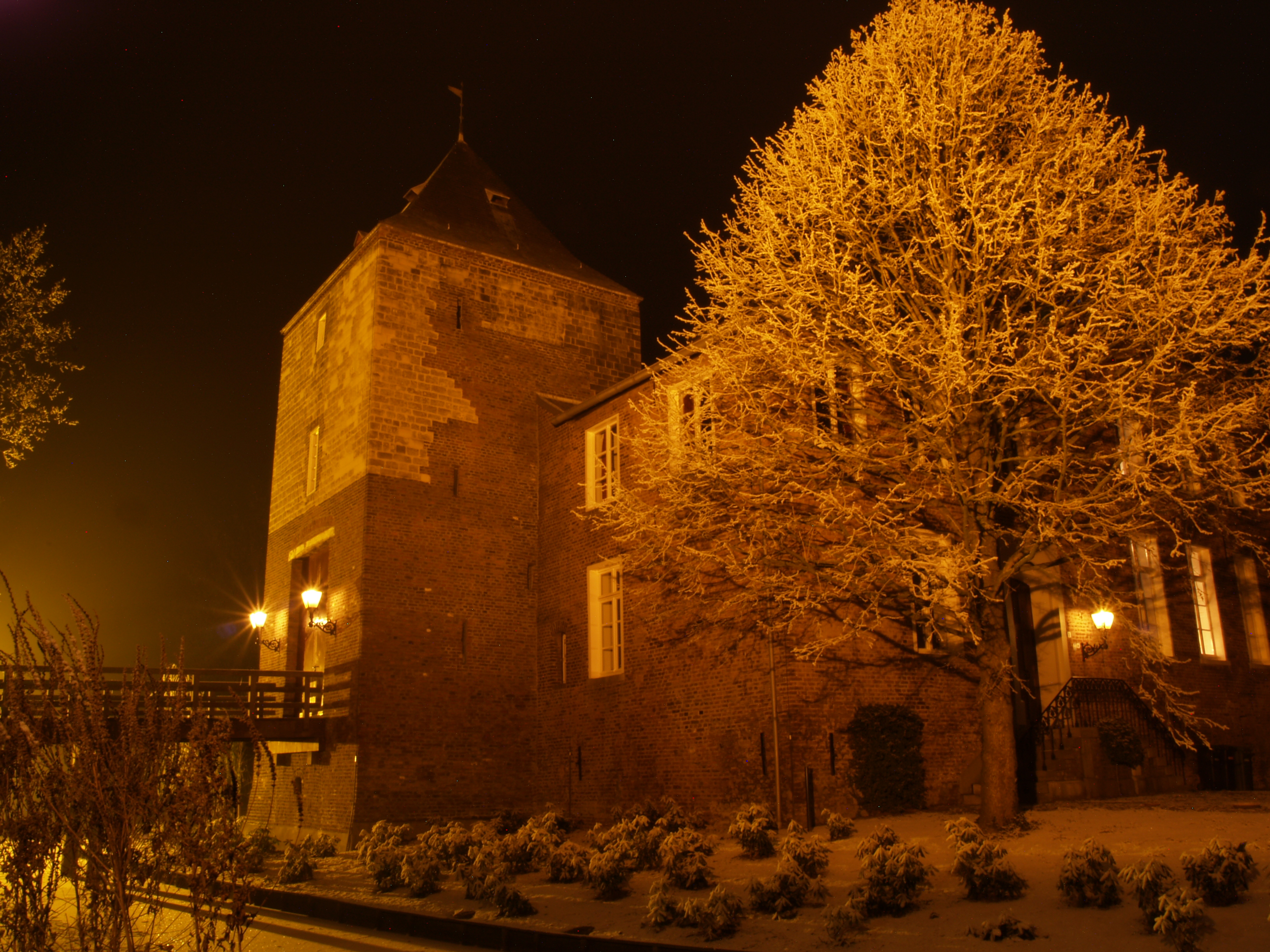
Kasteel d'Erp

Van Erp (ook: D'Erp de Holt en: D'Erp de Holt et Baerlo) is een oorspronkelijk Nederlands geslacht waarvan leden vanaf 1816 tot de Nederlandse adel behoren en dat in 1903 in Nederland uitstierf. Twee zonen van de geadelde opteerden voor de Belgische nationaliteit en behoren daardoor tot de Belgische adel, en deze Belgische tak stierf uit in 1992.

## Geschiedenis
De bewezen stamreeks begint met Diederik van Erp die in 1603 lid van de Ridderschap van Nijmegen was. Op 16 februari 1816 werd Henricus Wilhelmus Antonius van Erp (1759-1820) benoemd in de Ridderschap van Limburg met de titel van baron (vanaf 1822 titel verleend op allen).
De familie was verbonden aan Kasteel Holt, later naar het geslacht geheten Kasteel d'Erp, en aan Baarlo.
Hoewel het geslacht in 1992 is uitgestorven, leeft de naam sinds 1995 nog voort in de takken De Jonghe d'Ardoye d'Erp en De Bonvoisin d'Erp van de Belgische adelsgeslachten De Jonghe d'Ardoye en De Bonvoisin.

### Nederlandse tak
Willem van Erp, heer van Schorrenberg, 't Holt en Puijflijk, in de Ridderschap van Nijmegen, 1634; trouwde in 1623 met Gijsberta van Neukirchen genaamd Nyvenheim, dochter van Balthasar, van Holt
- Willem van Erp, heer van Schorrenberg, 't Holt en Puijflijk, in de Ridderschap van Maas en Waal en van Nijmegen
  - Balthasar Assueer van Erp, vaandrig in Statendienst, eigenaar van havezate De Heegh
    - Balthasar van Erp (1723-1776), in de Ridderschap van Gelderland; trouwde met Josina Maria Antoinetta van Oldenneel tot Heerenbrinck, vrouwe van Baerle (Didam) (1726-1775)
      - Henricus Wilhelmus Antonius baron van Erp, heer van Baerle, van Baarlo (1759-1820)
        - Balthazar Franciscus Joannes Antonius Godefridus baron van Erp, heer van Baarlo (1796-1855)
        - Joannes Aegidius Balthazar Augustinus Antonius Josephus baron van Erp (1800-1875), opteerde voor de Belgische nationaliteit
        - Fredericus Assuerus Ludovicus Augustus Bernardus Aloysius baron van Erp (1803-1859), opteerde voor de Belgische nationaliteit
        - Clara Theresia Bernardina Aldegondis Ludovica barones van Erp (1808-1903), laatste telg van de Nederlandse tak

### Belgische tak
Joannes Aegidius Balthazar Augustinus Antonius Josephus baron d'Erp de Holt et Baerlo (1800-1875), luitenant-generaal
- Maximilien baron d'Erp de Holt et Baerlo (1847-1936), diplomaat
  - Waleran  baron d'Erp de Holt et Baerlo (1883-1949)
    - Donatienne barones d'Erp de Holt et Baerlo (1915-1992), laatste telg van de Belgische tak; trouwde in 1938 met ir. Jacques burggraaf de Jonghe d'Ardoy (1915-1989)
      - Michèle burggravin de Jonghe d'Ardoye d'Erp (1941), verkreeg in 1995 naamswijziging tot De Jonghe d'Ardoye d'Erp; trouwde in 1967 met Pierre Alexandre baron de Bonvoisin (1936)
        - Alexandre baron de Bonvoisin d'Erp MBA (1969), verkreeg in 1995 naamswijziging tot De Bonvoisin d'Erp; uit zijn huwelijk onder anderen twee zonen (2007, 2012)
        - Jkvr. Ariane de Bonvoisin d'Erp MBA (1972), verkreeg in 1995 naamswijziging tot De Bonvoisin d'Erp
        - Stéphane baron de Bonvoisin d'Erp MBA (1976), verkreeg in 1995 naamswijziging tot De Bonvoisin d'Erp

      - Yves burggraaf de Jonghe d'Ardoye d'Erp (1953), politicus, verkreeg in 1995 voor hem en zijn twee zonen naamswijziging tot De Jonghe d'Ardoye d'Erp

#### Verdere naamdragers
Het Belgische adellijke geslacht stierf in 1992 uit met Donatienne burggravin de Jonghe d'Ardoye née barones d'Erp de Holt et Baerlo (1915-1992). Haar dochter Michèle barones de Bonvoisin née burggravin de Jonghe d'Ardoye (1941) en haar jongste broer verkregen in 1995 bij Koninklijk Besluit naamswijziging tot De Jonghe d'Ardoye d'Erp. Op hun beurt kregen de kinderen uit het huwelijk van de eerste met Pierre Alexandre baron de Bonvoisin (1936) in 1995 naamswijziging tot De Bonvoisin d'Erp waardoor de naam door hen en door de afstammelingen van broer De Jonghe d'Ardoye d'Erp nog voortleeft.